# Эшли-Купер, Энтони, 11-й граф Шефтсбери
Энтони Нильс Кристиан Эшли-Купер, 11-й граф Шефтсбери (англ. Anthony Nils Christian Ashley-Cooper, 11th Earl of Shaftesbury; 24 июня 1977 — 15 мая 2005) — британский дворянин. Он носил титул учтивости — лорд Эшли с 1977 по 2004 год.
Титулы: 11-й граф Шефтсбери (Пэрство Англии), 11-го барона Эшли из Уимборна Сент-Джайлса в графстве Дорсет (Пэрство Англии), 11-го барона Купера из Полетта в графстве Сомерсет (Пэрство Англии) и 12-го баронета Купера из Рокборна в графстве Хэмпшир.

## Биография
Родился 24 июня 1977 года. Старший сын Энтони Эшли-Купера, 10-го графа Шефтсбери (1938—2004), от второго брака с уроженкой Швеции Кристиной Евой Монтан. Он получил образование в колледже Мальборо и в Бристольском университете, где в 1999 году получил степень бакалавра наук.
В 2004 году он стал 11-м графом Шефтсбери (задним числом) в результате обнаружения тела его отца в 2005 году на дне оврага в коммуне Теуль-сюр-Мер, на окраине Канн на юге Франции.
10-й граф Шефтсбери пропал без вести в ноябре 2004 года, а его тело было обнаружено в начале 2005 года. Тогдашний лорд Эшли технически унаследовал графство сразу после смерти своего отца, которого убил брат его третьей жены Джамили М’Барек. Однако, поскольку его отца только считали пропавшим без вести, наследование фактически не было подтверждено, пока не было найдено его тело.
В отличие от своего отца, который вел образ жизни плейбоя, 11-й граф Шефтсбери, по-видимому, вел гораздо более размеренное и обычное существование, тихо проживая в своей квартире в Earl’s Court в Лондоне, где он работал бухгалтером. Сообщается, что он с нетерпением ждал возможности заняться управлением семейными поместьями в Wimborne St Giles в Дорсете после короткого отпуска в США, где он навещал своего младшего брата Николаса, работавшего диск-жокеем в Нью-Йорке. Именно во время этого отпуска 11-й граф внезапно скончался после, по-видимому, сердечного приступа в воскресенье примерно через шесть недель после принятия титула. Лорду Шефтсбери было 27 лет.
Офис главного врача в Нью-Йорке подтвердил, что лорд Шефтсбери умер в больнице Святого Винсента на Манхэттене, добавив, что причина смерти все еще расследуется: «Это все еще изучается. Мы все еще проводим тесты, пройдет как минимум еще неделя, прежде чем мы сможем что-либо подтвердить».
После смерти Энтони Эшли-Купера графский титул унаследовал его младший брат, Николас.